# Prodekan
Prodekan, zamjenik dekana, član uprave ustrojbene jedinice ili fakulteta, npr. prodekan za nastavu, znanost, medjunarodnu suradnju ili prodekan za financije. 
Opis poslova prodekana:

- pomaže dekanu u njegovom radu, 

- zamjenjuje dekana u njegovoj odsutnosti, 

- sudjeluje u pripremi sjednica Znanstveno-nastavnog vijeća Fakulteta, vijeća
poslijediplomskih studija i vijeća pročelnika i tajnika studija,

- sudjeluje u izradi planova razvoja Fakulteta,

- vodi brigu o znanstveno-nastavnim djelatnostima,

- sudjeluje u koordiniranju međunarodne i druge suradnje,

- obavlja sve djelatnosti iz djelokruga rada dekana za kojega ga dekan ovlasti,

- za svoj rad odgovoran je Fakultetskome vijeću i dekanu,